# Pilz (Heraldik)

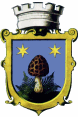
Eine natürliche Morchel im Wappen von Smržovka

Pilze sind in der Heraldik eine selten verwendete Wappenfigur.
Die Darstellung des Fruchtkörpers ist relativ einfach: ein Stiel mit oben aufliegenden Hut (sogenannte Hutpilze) oder eine mehr oder weniger gekräuselte bauchige Säule für eine Morchel. Farblich richtet sich die Figur nach der heraldischen Tinktur. Dargestellt werden vorrangig Steinpilze, Fliegenpilze, Tintlinge, Morcheln und Trüffel. Im Wappen der tschechischen Gemeinde von Smržovka ist der Pilz zum redenden Wappen geworden. Nur wenige Gemeinden haben einen oder mehrere Pilze im Schild. Die meisten Wappen mit Pilzen sind Familienwappen. Hier sind es dann aber auch gleich überwiegend redende Wappen. Auch im Oberwappen kann sich das Wappenbild wiederholen. Kopfstehend ist der Hutpilz selten, muss aber auch dann so beschrieben werden.

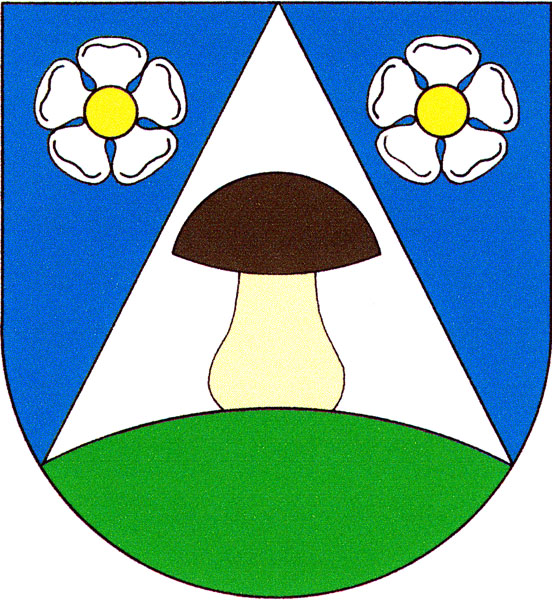
Pilz im Wappen von Homole u Panny
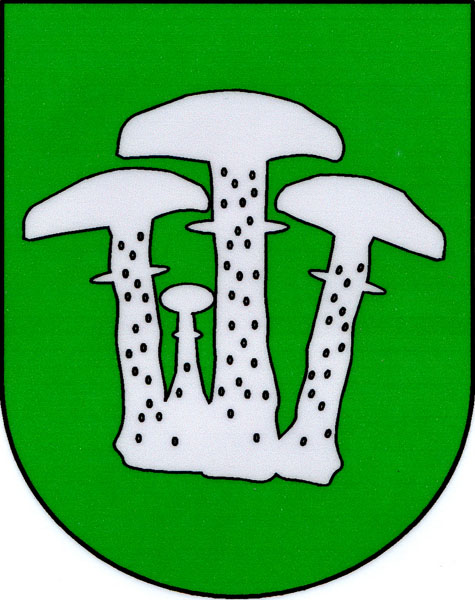
Pilze im Wappen von Václavy
Familienwappen mit zwei grünen Pilzen